# 陳榮捷
陳榮捷（英語：Chan Wing-tsit，1901年8月18日—1994年8月12日），廣東開平人。美籍華裔哲學家、朱子學專家。陳榮捷對儒學有相當的研究，尤長於宋明理學的研究，是朱熹哲學研究方面的國際性權威。

## 生平
早年就讀於拔萃男書院、嶺南大學。後赴美國留學，1929年獲哈佛大學哲學博士學位。1930年，任嶺南大學教務長。1936年去夏威夷大學任教。1942年，任美國達特茅斯學院中國哲學和文化教授、榮譽教授。其後任教於徹含慕學院（英語：Chatham University）、哥倫比亞大學。1962年，陳氏曾與李卓敏一併被推薦出任一年後成立的香港中文大學首任校長，最後後者獲選。1966年退休。1978年，當選臺灣中央研究院院士。1980年。擔任美國亞洲研究與比較哲學學會會長。1986年，任北美華裔學人協會副會長。
1994年病逝於美國。

## 著作
主要著作有《朱學論集》、《中國和西方對仁的解說》、《西方對儒學的研究》、《現代中國的宗教趨勢》等。陳榮捷與著名工程師、慈善家葉葆定為中學校友兼連襟。

## 外部連結
1. ↑  《香港中文大學創校解密檔案-1962年》香港中文大學圖書館藏
2. ↑  陳榮捷 逝世院士一覽表 （页面存档备份，存于） 中央研究院